# Калюмет-Сіті (Іллінойс)
Калюмет-Сіті (англ. Calumet City) — місто (англ. city) в США, в окрузі Кук штату Іллінойс. Населення — 36 033 особи (2020).

## Географія
Калюмет-Сіті розташований за координатами 41°35′47″ пн. ш. 87°32′17″ зх. д. / 41.59639° пн. ш. 87.53806° зх. д. (41.596495, -87.537968).  За даними Бюро перепису населення США в 2010 році місто мало площу 18,93 км², з яких 18,61 км² — суходіл та 0,32 км² — водойми.

## Демографія
Згідно з переписом 2010 року, у місті мешкали 37 042 особи в 13 978 домогосподарствах у складі 9052 родин. Густота населення становила 1957 осіб/км².  Було 15646 помешкань (826/км²).
Расовий склад населення:
| - 70,6 % — чорних або афроамериканців - 19,2 % — білих - 0,6 % — корінних американців - 0,3 % — азіатів - 7,4 % — осіб інших рас |

До двох чи більше рас належало 1,9 %. Частка іспаномовних становила 15,0 % від усіх жителів.
За віковим діапазоном населення розподілялося таким чином: 28,2 % — особи молодші 18 років, 60,1 % — особи у віці 18—64 років, 11,7 % — особи у віці 65 років та старші. Медіана віку мешканця становила 35,1 року. На 100 осіб жіночої статі у місті припадало 85,3 чоловіків;  на 100 жінок у віці від 18 років та старших — 78,5 чоловіків також старших 18 років.
Середній дохід на одне домашнє господарство  становив 49 293 долари США (медіана — 38 557), а середній дохід на одну сім'ю — 57 931 долар (медіана — 49 086). Медіана доходів становила 43 494 долари для чоловіків та 39 573 долари для жінок. За межею бідності перебувало 22,2 % осіб, у тому числі 33,9 % дітей у віці до 18 років та 13,9 % осіб у віці 65 років та старших.
Цивільне працевлаштоване населення становило 14 757 осіб. Основні галузі зайнятості: освіта, охорона здоров'я та соціальна допомога — 28,0 %, транспорт — 13,5 %, роздрібна торгівля — 11,8 %.